# ستار تريك: بيكارد
ستار تريك: بيكارد هو مسلسل أمريكي من بطولة باتريك ستيوارت، أليسون بيل، عيسي بريونز، هاري تريدواي وميشيل هيرد. عرض الموسم الأول المكون من 10 حلقات على باراماونت+.

## وصلات خارجية
- ستار تريك: بيكارد على موقع IMDb (الإنجليزية)
- ستار تريك: بيكارد على موقع ميتاكريتيك (الإنجليزية)
- ستار تريك: بيكارد على موقع روتن توميتوز (الإنجليزية)
- ستار تريك: بيكارد على موقع قاعدة بيانات الأفلام العربية
- ستار تريك: بيكارد على موقع أول موفي (الإنجليزية)
- ستار تريك: بيكارد على موقع فيلمافينيتي (الإسبانية)
- ستار تريك: بيكارد على موقع كينوبويسك (الروسية)
- ستار تريك: بيكارد على موقع ألو سيني (الفرنسية)
- ستار تريك: بيكارد على موقع قاعدة بيانات الفيلم (الإنجليزية)